# Färgbrytning
Färgbrytning är processen att ge önskad kulör till en målarfärg. Ordet bruten färg kan också syfta på en kulör som avviker något från den som uppfattas som ren (till exempel "brutet vitt").
Fram till mitten av 1900-talet var färgbrytningen en del av målarens arbete. Pigmenten köptes separat och revs (finfördelades) av målaren. Från början av 1800-talet gick det också att köpa färdigrivna pigment i pulverform och som pasta, riven i linolja.
Från mitten av 1900-talet arbetar målaren normalt med färdigbruten färg. Till en början höll färgindustrin och färghandeln ett antal standardkulörer i lager, men idag pigmenteras i stort sett all färg för det specifika ändamålet. Till detta används datorstyrda brytmaskiner, där koncentrerade pigment i pastaform blandas med vit eller opigmenterad färg. Brytsystemens programvara innehåller recept för tusentals kulörer, som i Sverige specificeras enligt det standardiserade färgbeteckningssystemet NCS och enligt varje färgfabrikants egna beteckningar.
De pigment och recept som används i brytsystemen varierar mellan färgfabrikanterna och byts ut ibland när nya pigment utvecklats eller när gamla visat sig mindre lämpliga. En handbok från 2010 anger följande pigment som de normalt förekommande, med hänvisning till deras beteckning i den internationella pigmentdatabasen Colour Index.
Gult, gulbrunt, orange: Järnoxidgult PY42, vismutgult PY184, arylamidgult PY74, diarylamidgult PY83
Orange, rött: Järnoxidrött PR101, dibromantantron PR168, naftol AS-D PR 112
Blåaktigt rött, violett: Kinakridon PR 122, kinakridon PV19, doixazinviolett PV23
Blått: Ftalocyaninblått PB15:2
Grönt: Ftalocyaningrönt PG07
Vitt: Titandioxid PW6
Svart: Carbon black PBk07